# David Gerrold
David Gerrold (nascido em 24 de janeiro de 1944) é um roteirista de ficção científica e escritor americano conhecido por seu roteiro para o popular episódio de Star Trek original "The Trouble With Tribbles", por criar a raça Sleestak para a série de tv Land of the Lost, e por seu romance The Martian Child, que ganhou tanto os prêmios Hugo e Nebula, e foi adaptado em um filme de 2007 estrelado por John Cusack.

## Anos iniciais
Gerrold nasceu em uma família judia em 24 de janeiro de 1944, em Chicago, Illinois.  Ele participou de Van Nuys High School, Los Angeles Valley College, e San Fernando Valley State College (agora California State University, Northridge).